# Адольф Шмаль
Фелікс Адольф Шмаль (нім. Felix Adolf Schmal; нар. 18 вересня 1872 — пом. 28 серпня 1919) — австрійський спортсмен та журналіст, чемпіон Літніх Олімпійських ігор 1896 року.

## Біографія
Народився 18 вересня 1872 року в Дортмунді. Син журналіста Йоганна Адольфа Шмаля, редактора «Neues Wiener Tagblatt». На початку 80-х років разом з сім'єю переїжджає до Відня. У 1893 році стає членом «Асоціації академічного та технічного велоспорту». Брав участь у перегонах «Відень-Рим» та «Париж-Відень». Також Адольф Шмаль займався фехтуванням та гірськолижним спортом.

## Олімпіада
У 1896 році узявши фехтувальну маску, шаблю та велосипед сів на поїзд та поїхав на Олімпійські ігри.
Спочатку Шмаль взяв участь у турнірі з фехтування на шаблях. У перших двох боях він переміг своїх супротивників і гарантовано мав третє місце. Але коли прибув король Греції Георг I, спортсмени були вимушені розпочати турнір спочатку, а попередні результати були анульовані. Шмаль посів четверте місце, перемігши лише грека Георгіоса Ятрідіса.
Адольф Шмаль брав участь у чотирьох велоперегонах — на 333,3 м, 10 км та 100 км та дванадцятигодинній гонці. У перших своїх перегонах, на 100 км, спортсмен виступив невдало, він не зміг фінішувати. Через три дня Шмаль взяв участь у перегонах на 10 кілометрів, де посів третє місце, поступившись французам Полу Массону та Леону Фламану. У той же день відбулися змагання у дисципліні гіт на 333,3 метра. Перше місце посів Поль Массон, Шмаль та Стаматіос Ніколопулос показали однаковий час і щоб визначити друге місце довелося проводити додатковий заїзд. У котрому Шмаль поступився і друге місце отримав грецький спортсмен. Австрієць виграв останнє змагання Олімпіади, 12-ти годинні перегони. З самого початку Шмаль лідирував у гонці, більша частина суперників покинула перегони, разом зі Шмалем фінішував тільки британець Фредерік Кіпінг. За 12 годин австрієць подолав 314.997 кілометрів.

## Журналістська діяльність
Адольф Шмаль був відомим австрійським журналістом. Він був редактором «Illustrated Allgemeine Radfahrerzeitung», та разом з Феліксом Стерном засновником «Allgemeine Automobil-Zeitung», одного з перших німецькомовних автомобільних журналів. Так як його батько також був журналістом, то щоб уникнути плутанини він узяв собі псевдонім «Філіус», тобто «син» з латини. Під кінець життя він офіційно змінив своє прізвище на Шмаль-Філіус. Його книга «Без шофера», опублікована у 1904 році, набула великої популярності та багато разів перевидавалася. До 1930 року вийшло тринадцять видань. У 1925 році, вже після смерті автора, вийшла друга частина під назвою «Довідник мотоцикліста». Адольф Філіус багато мандрував по Австро-Угорщині, Італії, Франції, Швейцарії та опублікував дорожні замітки. Також був одним з піонерів фотографування у Австро-Угорщині. Його молодші брати Фелікс (1876—1927) та Еріх (1886—1964) також були журналістами.
Адольф Шмаль-Філіус несподівано помер у Зальцбурзі від серцевого нападу 28 серпня 1919 року.

## Твори
- Ohne Chauffeur. Ein Handbuch. 1904
- Die Kunst des Fahrens
- Elmar Samsinger (редактор): Eine Automobil-Reise durch Bosnien, die Hercegovina und Dalmatien. Löcker Verlag, Wien 2012 (Reprint der Originalausgabe von 1908), ISBN 978-3-85409-596-5